# کیلا (مونتانا)
کیلا (به انگلیسی: Kila) شهری در ایالت مونتانا کشور ایالات متحده آمریکا است که جمعیت آن در سرشماری سال ۲۰۱۰ میلادی، ۳۹۲ نفر بوده‌است.